# Mukadder Seyhan Yücel

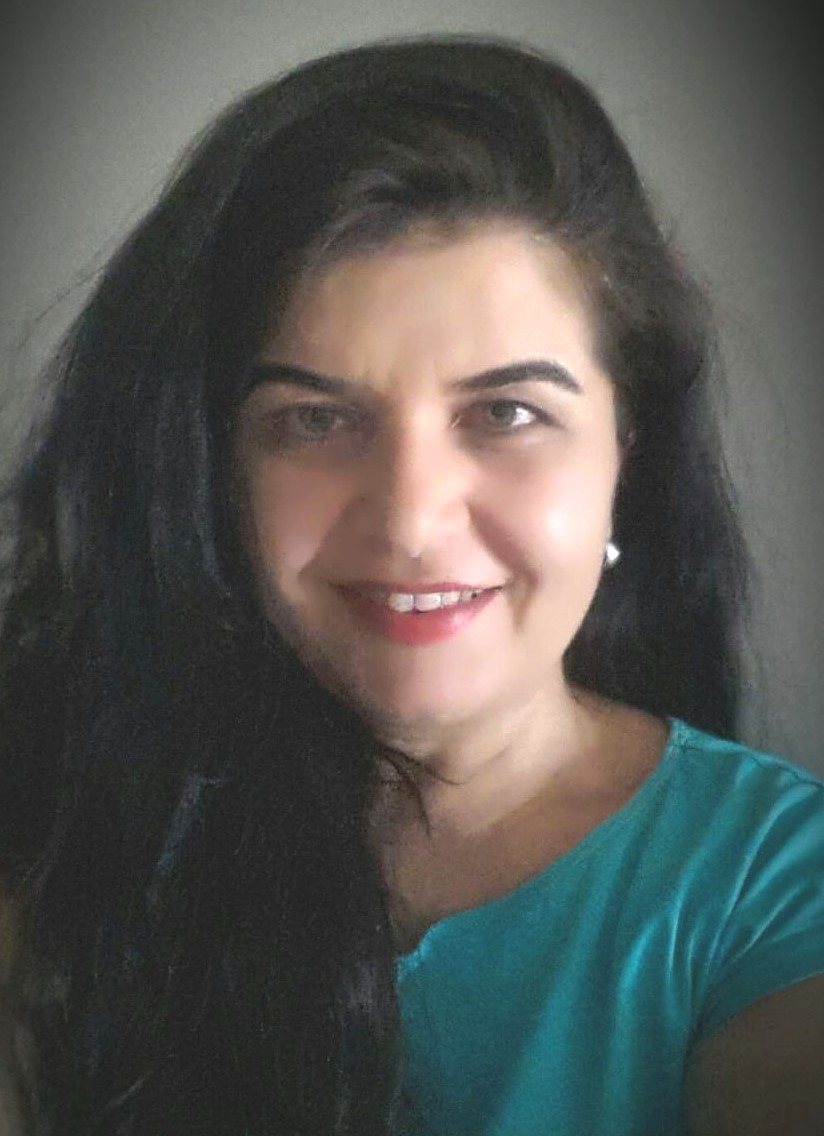
Mukadder Seyhan Yücel (2018)

Mukadder Seyhan Yücel (* 9. September 1971 in Schweinfurt) ist eine türkische Germanistin an der Trakya-Universität in Edirne. Seit 1994 ist sie für die Deutschausbildung türkischer Lehramtsstudenten verantwortlich sowie beim deutsch-türkischen Jugendaustausch und deutsch-türkischen Dialog engagiert. Darüber hinaus war sie von 2015 bis zum April 2018 Mitglied im Senat der Universität.

## Leben und Wirken
In Deutschland als Tochter der türkischen Arbeiterfamilie Seyhan geboren, blieb sie auch nach der Türkei-Rückkehr ihrer Familie mit Deutschland und der deutschen Sprache eng verbunden.
Nach Übersiedelung in die Türkei studierte Mukadder Seyhan an der Universität Istanbul und erwarb den Magistergrad in Germanistik. Mit ihrer Dissertation zur Entwicklung der Deutschlehrerausbildung in der Türkei wurde sie im Jahr 2000 zum Dr. phil. an der Universität Istanbul promoviert.
Im Jahr 1994 begann Mukadder Seyhan Yücel ihre Dozentur in der Deutschlehrerausbildung an der Trakya-Universität und wurde 2001 zur Assistenz- und 2014 zur Assoc. Professorin ernannt. Seit 8. Mai 2019 ist Mukadder Yücel ordentliche Professorin der Trakya-Universität. Sie engagiert sich in der Bachelor-, Master- und Doktorandenausbildung und hat darüber hinaus verschiedenen Funktionen der Universität für den deutsch-türkischen Studenten-, Lehrlings- und Schüleraustausch. Auch zahlreiche deutsch-türkische Jugendbegegnungen von Rotary International und in der Städtepartnerschaft Lörrach-Edirne wurden von ihr sprachlich begleitet.
Mit ihren zahlreichen Veröffentlichungen fördert Mukadder Seyhan Yücel den deutsch-türkischen Dialog nachhaltig.
Seit 1994 ist sie mit dem türkischen Arzt Irfan Yücel verheiratet, beide haben eine Tochter.

## Veröffentlichungen (Auswahl)
- Internet Use with Learning Aim: Views of German Language Pre-Service Teachers. (Original in englischer Sprache)
- Entwurf und Entwicklung von mit Blog unterstützten Seminaren in der Deutschlehrerausbildung. Blickpunkt: Germanistik, 26–29 April 2011, Kuban-Universität, Krasnodar, Russland, 246–254.
- Die Sprachausbildung an der Trakya-Universität. Lörrach Symposium, Trakya University, Edirne, 2. Mai 2011, 1–5;
- Teacher Training for German Teachers: Teaching Observations as Teaching Attempts with the Help of Video recordings. Journal of International Scientific Publication: Language, Individual & Society, 3(1), Published at: http://www.science-journals.eu
- A Study on Motivational Factors of Students in German Language Teaching Department at Trakya University. US-China Education Review, 6 (12), USA, 1–13
- Wie Kinder, Lehrer und Eltern Kinderrechte erleben – zum Beispiel in der Türkei. Frühes Deutsch, 18, Deutschland, Goethe-Institut, 42–47
- Schulpraktika nach Maßgabe des neuen Curriculums für die Deutschlehrerausbildung in der Türkei. Zielsprache Deutsch 33, 1–2, Stauffenburg Verlag, 109–117
- Entwicklungen des mehrsprachlichen Kontexts im universitären Deutschunterricht in der Türkei. Deutsch als Fremdsprache in der Türkei. Zeitschrift für interkulturellen Fremdsprachenunterricht, Jahrgang 10, Nr. 2, Kanada, Mai 2005
- Ein neuer Trend. Strukturwandel der Adressatengruppe der Deutschlehrerausbildung in der Türkei und die Konsequenzen für die Sprachpolitik. Zielsprache Deutsch, 3–4/, 137–142, Stauffenberg Verlag
- Zum Stand der Entwicklung Deutsch als Fremdsprache in der Primarstufe in der Türkei. Primar, Zeitschrift für Deutsch als Fremdsprache und Zweitsprache im Primarbereich, Heft 26, 52–54 Goethe-Institut München